# Ибн Бабавайх ас-Садук
Абу Джафар Мухаммад ибн Али ас-Садук аль-Кумми (араб. محمد بن علي بن بابويه القمي‎), известный как Ибн Бабавайх (Бабуйа) (918, Кум — 992) — знаменитый шиитский учёный-хадисовед и передатчик хадисов, автор монументального свода «Ман ла йахдуруху аль-факих» («Для того, у кого нет доступа к факиху»), входящего, наряду с «Аль-Кафи», «Аль-Истибсар» и «Тахзиб аль-ахкам», в состав аль-кутуб аль-арбаа — четырёх базовых шиитских сводов хадисов.

## Жизненный путь

### Молодые годы
Шейх ас-Садук родился в Куме в семье уважаемого шиитского богослова Абу-ль-Хасана Али ибн аль-Хусейна ибн Мусы ибн Бабавайха, бывшего квалифицированным факихом, лидером шиитских улемов того времени. Отец шейха ас-Садука стал его первым учителем и наставником в области исламских дисциплин. Кроме того, его учителями также были Мухаммад ибн аль-Хасан ибн Ахмад ибн аль-Валид и Хамза ибн Мухаммад ибн Ахмад ибн Джафар ибн Мухаммад ибн Зайд ибн Али.
В возрасте более двадцати лет шейх ас-Садук покинул отчий дом. Сформировавшись в качестве зрелого, авторитетного учёного, он приобрёл огромное влияние на своих современников и последующие поколения. Этому в немалой степени благоприятствовали политические обстоятельства: в Ираке и Персии в тот период правила династия Буидов, а на севере Ирака (в Мосуле) и в Сирии — Хамданиды (Хатамиды). Обе эти династии были лояльны к Ахл аль-Бейт, то есть были шиитскими.

### Период зрелости
Во время жизни шейха ас-Садука Кум уже стал крупным центром изучения шиитских хадисов, и шейх сыграл в этом значительную роль. В поисках хадисов он много странствовал, посещая разные города (Рей, Мешхед, Нишапур, Истарабад, Серахс, Хамадан, Самарканд, Фергана Шаш и Илак (где он прожил более 4 — х лет и т. д.). Число учёных, от которых он узнавал хадисы, достигает двухсот одиннадцати.
Особое внимание шейх ас-Садук уделял тем хадисам, в которых он черпал доводы против калама. На основе этих хадисов он написал труд по вероучению шиитов двенадцати имамов под названием «Аль-И’тикадат». Впоследствии его ученик, знаменитый шиитский богослов шейх Муфид внёс в этот труд свои поправки, написав «Тасхих аль-и’тикад», в котором критикует шейха ас-Садука по ряду пунктов.
Помимо собирания хадисов, на протяжении жизни шейх ас-Садук был занят преподаванием науки о них — илм аль-хадис.

### Старость и уход из жизни
Последние годы своей жизни шейх ас-Садук провёл в городе Рей, куда был приглашён Рукн ад-Давла Буидов. Последний окружил учёного особым почётом и вёл с ним дискуссии. Однако впоследствии деятельности шейха ас-Садука воспрепятствовал визирь Буидов — Ибн Аббад, который также чинил препоны деятельности суннитских сборщиков хадисов.
Шейх ас-Садук умер в Рее в 381 г. хиджры в возрасте приблизительно 70 лет и был похоронен там же рядом с могилой Абдулазима аль-Хасани. Примерно в 1238 г. хиджры гробница шейха ас-Садука была реконструирована по приказу султана Фатх Али Шаха из династии Каджаров. Множество мусульман-шиитов совершают к ней зиярат.

## Исследовательская деятельность

### Основные труды
Перу шейха ас-Садука принадлежит внушительное количество книг. Шейх ат-Туси отмечает, что их было около трёхсот, однако поимённо называет лишь 43 из них, в то время как ан-Наджаши — 193 его книги. Примечательно, что в их числе ан-Наджаши не упоминает главный труд жизни ас-Садука — свод хадисов «Ман ла йахдуруху аль-факих».
Многие из работ шейха ас-Садука к настоящему времени утеряны, однако многие другие дошли до нас. Часть из них опубликована, часть сохранена в виде рукописей.
Помимо «Ман ла йахдуруху аль-факих», в число известных и концептуально важных работ шейха ас-Садука входят следующие труды:
- «Китаб ат-Таухид» («Книга Единобожия»). В этой книге ас-Садук собрал множество хадисов от двенадцати имамов, посвящённых исламскому монотеизму (таухиду) и апофатической теологии в шиитском исламе, равно как и хадисы о статусе самих имамов. Иногда эти хадисы представляют собой целые пространные трактаты, в то время как шейх ас-Садук дополнил их комментариями. В дальнейшем Кази Саид Кумми работал над комментарием к этой книге шейха ас-Садука, который так и не был дописан. По мнению Анри Корбена, и те три тома, которые Кумми сумел закончить, представляют собой значительный вклад в шиитскую мысль.[4]
- «Камал ад-дин ва тамам ан-ни’ма» («Совершенство религии и завершение милости»). Эта книга посвящена личности двенадцатого имама шиитов Мухаммада ибн аль-Хасана аль-Махди и концепции его сокрытия. Помимо изложения этой доктрины, труд включает в себя ответы на связанные с этой темой вопросы от людей, находящихся вне шиитской традиции.
- «Ма’ани аль-ахбар» («Смысл преданий (хадисов)»). Этот труд посвящён вопросам толкования различных хадисов и коранических аятов.
- «Уйун ахбар ар-Риза» — наставление одному из министров при династии Буидов, содержащее в себе множество хадисов от восьмого имама шиитов Али ар-Ризы.
- «Аль-Хисал». Книга содержит в себе наставления этического характера.
- «Эмали» — сборник речей и лекций шейха ас-Садука, составленный его учениками.
- «Илал аш-шара’и» — труд по философии предписаний фикха и Шариата.

### Путешествия в поисках знания
Покинув дом своего отца, шейх ас-Садук первым делом отправился в город Рей (являющийся частью современного Тегерана), в котором встречался с такими учёными, как шейх Абу-ль-Хасан Мухаммад ибн Ахмад ибн Али ибн Асад аль-Асади по прозвищу Абу Джурада аль-Бардаи, Якуб ибн Юсуф ибн Якуб, Ахмад ибн Мухаммад ибн ас-Садр ас-Саиг аль-Адль, Абу Али Ахмад ибн аль-Хасан аль-Каттан и др.
В 352 г. хиджры шейх ас-Садук совершил зиярат к священной гробнице восьмого имама шиитов Али ар-Ризы в Мешхеде, после чего вернулся в Рей. В 367 г. хиджры он совершил свой второй зиярат в Мешхед, а в 368 г. — третий.
Во время своего третьего зиярата он посетил города Истарабад и Горган, где присутствовал на лекциях шейха Абу-ль-Хасана Мухаммада ибн аль-Касима аль-Истарабади — известного муфассира (толкователя аятов Корана) и оратора. Он также посещал занятия, которые вели шейх Абу Мухаммада Абдуса ибн Али ибн аль-Аббаса аль-Горгани и шейх Мухаммад ибн Али аль-Истарабади.
Помимо этого, шейх ас-Садук также посетил Нишапур — город с преимущественно шиитским населением — в котором пробыл некоторое время. В Нишапуре шейх ас-Садук брал уроки у авторитетных учёных этого города — таких, как шейх Абу Али аль-Хусейн ибн Ахмад аль-Байхаки, шейх Абдулвахид ибн Мухаммад ибн Абдус ан-Нишапури, шейх Абу Мансур Ахмад ибн Ибрахим ибн Бакр аль-Хузи, шейх Абу Саид Мухаммад ибн аль-Фадл ибн Мухаммад ибн Исхак аль-Мусаккир ан-Нишапури, шейх Абу ат-Таййиб аль-Хусейн ибн Ахмад ибн Мухаммад ар-Рази.
После ас-Садук побывал в городах Серахс и Марваррус, где посещал уроки шейха Мухаммада ибн Али аль-Марварруси, шейха Абу Юсуфа ибн Абдаллаха ибн Абдульмалика и шейха Абу Насра Мухаммада ибн Ахмада ибн Тамима ас-Сарахси. Затем он направился в Багдад, где учился у шейха Абу-ль-Хасана Али ибн Сабита ад-Давайлиби, шейха Абу Мухаммада аль-Хасана ибн Мухаммади ибн Яхъи аль-Хусейни аль-алави, Ибн Тахира и шейха Ибрахима ибн Харуна аль-Хити.
В 354 г. хиджры шейх ас-Садук совершил, в ходе чего также встречался с видными шиитскими учёными своего времени.
На протяжении своей жизни он также побывал в Хамадане, Самарканде, Фергане и других городах исламского мира.

### Известные ученики
В число знаменитых учеников шейха ас-Садука входят шейх Муфид (Мухаммад ибн Мухаммад ибн ан-Нуман ат-Талакбари), шейх Али ибн Ахмад ибн аль-Аббас (отец шейха ан-Наджаши), шейх Абу-ль-Хасан Мухаммад ибн Ахмад ибн Али ибн Шахан аль-Кумми, сеййид аль-Муртаза Алам аль-Худа.